# Platformă (informatică)
O platformă de calcul sau platformă digitală este un mediu în care o unitate de software e executată.